# Associação de Defesa e Valorização do Património Cultural da Região de Alcobaça
A Associação de Defesa e Valorização do Património Cultural da Região de Alcobaça (ADEPA) é uma associação equiparada a ONG de Ambiente, sediada em Alcobaça (Portugal).
Foi fundada a 8 de Julho de 1977, e tem desenvolvido trabalho nas áreas de:
- educação ambiental
- edição de publicações sobre o património da região
- estudos arqueológicos
- visitas culturais
- instalação do Museu dos Coutos de Alcobaça